# Paměťové T lymfocyty

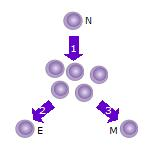
1. Po setkání naivního T lymfocytu(N) s antigenem dochází k aktivaci a proliferaci do mnoha klonů. 2. Některé z těchto buněk se stávají efektorovými lymfocyty(E) a ihned plní svoji primární funkci, tedy ničení patogenů v těle. 3 Menšina z těchto klonů se pak stává paměťovými lymfocyty(M), které jsou dormantní až do své reaktivace opětovným setkáním s antigenem.

Paměťové T lymfocyty jsou podskupinou T lymfocytů, které už v minulosti narazily a odpověděly na antigen specifický pro jejich TCR; často se také používá termín antigenně zkušený T lymfocyt. Takové buňky jsou schopny rozpoznat a reagovat na cizorodé organismy snažící se proniknout do těla, jako jsou bakterie nebo viry, ale i rakovinné buňky. Paměťové T lymfocyty se stávají "zkušenými" setkáním s antigenem během minulé infekce, vakcinace, nebo při setkání s rakovinnými buňkami. Během druhého setkání s antigenem jsou paměťové T lymfocyty schopny začít rychle se množit a vyvolat silnou a rychlou imunitní odpověď, znatelně silnější než při prvním proniknutí cizorodého organismu do těla. Toto chování T lymfocytů umožňuje pomocí proliferačních testů zjistit vystavení těla různým specifickým antigenům.

## Subpopulace
Dříve se předpokládalo, že všechny paměťové T lymfocyty patří buď do efektorového, nebo centrálního paměťového subtypu, dělitelné podle povrchových molekul. Následně však byla objevena řada dalších populací paměťových T lymfocytů, mezi které patří tissue-resident paměťové buňky(TRM), kmenové paměťové buňky(TSCM) a virtuální paměťové buňky(TVM). Společnou vlastností všech subpopulací je, že jsou dlouho žijící a schopné po vystavení relevantnímu antigenu rychle se dělit a diferencovat do efektorových T lymfocytů. Tímto mechanismem poskytují imunitnímu systému "paměť" proti všem relevantním patogenům, se kterými mají předchozí zkušenost. Paměťové T lymfocyty mohou být buď CD4+ nebo CD8+ a obvykle exprimují CD45RO a naopak nemají CD45RA(CD45RO+ CD45RA-).
Subpopulace paměťových T lymfocytů :
- Centrální paměťové T lymfocyty(TCM) exprimují CD45RO, CCR7 a L-selektin (CD62L). Tyto buňky také exprimují CD44, ovšem ne uniformně a dosahují střední až vysoké exprese této molekuly. TCM buňky jsou nejběžněji přítomné v lymfatických uzlinách a v periferním oběhu.
- Efektorové paměťové T lymfocyty (TEM) exprimují CD45RO, ale postrádají expresi CCR7 a L-selektinu. Stějně jako TCM exprimují také CD44. Tyto buňky postrádají navádění do lymfatických uzlin a jsou tedy nalézány v periferním oběhu a tkáních.[3] Podskupinou v rámci TEM buněk jsou TEMRA buňky, jež se od nich liší opětovnou expresí molekuly CD45RA, která je obvykle přítomna na naivních T lymfocytech.[4]
- Tissue-resident paměťové T lymfocyty (TRM) se nálezají ve tkáních (kůže, plíce, trávicí trakt, atd.) aniž by cirkulovaly v oběhu. Nejvýznamnější marker spojovaný s TRM je integrin αEβ7. Předpokláda se, že tyto buňky hrají klíčovou roli v imunitě proti patogenům, jejich nesprávná funkce je spojována s autoimunitními onemocněními jako je psoriáza, revmatická artritida nebo chronické střevní záněty.[5][6] Pro TRM je specifické, že exprimují 20krát až 30krát více než normální T lymfocyty ty geny, které se účastní metabolismu lipidů.[6]
- Virtuální paměťové T lymfocyty (TVM) se liší od ostatních paměťových T lymfocytů tím, že nepochází ze silné klonální expanze jako ostatní paměťové T lymfocyty. Tudíž, ačkoli jsou TVM lymfocyty přítomny v relativně velkém množství, jednotlivé klony jsou přítomny pouze v relativně malých počtech; jedno z vysvětlení pro tento úkaz je možnost, že tyto buňky vznikají homeostatickým dělením T lymfocytů. Ačkoli virtuální paměťové CD8 T lymfocyty byly popsány jako první[7], nyní je známo, že existují i CD4 T lymfocyty.[8]

Kromě výše uvedených subpopulací byly navrženy mnohé další, z nichž nejvýznamnější jsou kmenové paměťové T lymfocyty(TSCM). Jako naivní T lymfocyty, TSCM lymfocyty jsou CD45RP-, CCR+, CD45RA+, L-selektin+, CD28+ a IL-7Ralfa+, ale také exprimují velké množství CD95, IL-2Rbeta, CXCR3 a LFA-1 a jsou schopny funkčních atributů, které jsou vlastní paměťovým buňkám.

## Funkce
Antigenně-specifické paměťové T lymfocyty proti virům a mikrobiálním molekulám mohom být nalezeny jak mezi TCM, tak i TEM subpopulacemi. Ačkoliv většina informací je založena na pozorováním CD8 paměťových T lymfocytů, podobné populace se zdají existovat jak u CD4 T lymfocytů, tak i CD8 T lymfocytů. Primární funkcí paměťových lymfocytů je umožnění silnější a rychlejší odpovědi imunitního systému v případě opětovného setkání s patogenem. Je nutné brát v potaz nedostatečné prozkoumání všech těchto populací, některé informace zatím nejsou dostupné a jsou předmětem bádání.
- TCM : TCM lymfocyty mají některé vlastnosti společné s kmenovými buňkami, nejvýznamnější z nich je schopnost samostatně doplňovat svoje počty a to díky vysoké úrovni fosforylace klíčového transkripčního faktoru STAT5. V myších se TCM lymfocyty ukázaly jako schopnější poskytnout ochranu proti virům[10], bakteriím[10] a rakovinným buňkám[11] v několika ruzných modelových systémech ve srovnání s TEM lymfocyty.
- TEM : TEM lymfocyty se primárně účastní cytotoxické aktivity CD8 T lymfocytů a to jak klasické TEM, tak i TEMRA.[12]
- TRM : Jelikož jsou TRM přítomny v epitelech a dalších bariérách, jejich hlavní funkce je rychlá kontrola infekce, která pronikla přes takovou bariéru. Jedním z mechanismů, kterým TRM brání patogenům v infekci, je sekrece granzymu B.[13][5]
- TSCM : Tyto lymfocyty jsou schopny samostatně se obnovovat jako TCM a zároveň jsou schopny generovat TCM a TEM subpopulace.[9] Přítomnost této populace u lidí je v této době předmětem zkoumání.
- TVM : U TVM je v tuto chvíle funkce nejasná, kromě produkce řady cytokinů[14][15], ale existují spekulace o jejich funkci při potlačování nežádoucích imunitních stavů a jejich potenciálnímu využití při léčení autoimunitních onemocnění.[16]